# Leftovers
Leftovers ist eine Band aus Wien, welche sich mit Punk- und Grunge- sowie Rockelementen der Alternativszene zuordnen lässt.

## Stil

### Musik
Stilistisch lassen sich Leftovers am ehesten als Band mit Punkelementen und gerade in ihren früheren Projekten der Nirvana-inspirierten Grungestilrichtung zuordnen. Jedoch betont die Band, sie ließen sich zu keiner Stilrichtung so richtig zuordnen und würden „Musik machen, wie [sie] gerne hätten, dass Leute [...] in unserer Zeit Musik machen“.
Leftovers bestehen aus der klassischen Rock-Besetzung mit zwei Gitarren, einem Bass und einem Schlagzeug. Laut eigener Aussage haben sie sich unter anderem von Bands wie Nirvana, den Pixies und den Smashing Pumpkins inspirieren lassen. Sie haben einen rauen Sound, welcher von verzerrten Gitarren und teilweise geschrienen Texten sowie roher Sprache definiert ist.

### Texte
Mit ihren Texten zeichnen die Leftovers ein Bild einer düsteren, melancholischen Lebensrealität. Sie verbinden Themen der Gesellschaftskritik mit denen der Liebe sowie Rausch und Wahn aber auch der Zelebrierung des Lebens. Sie veröffentlichten ihre erste EP auf Englisch, entschieden sich mit dem Schreiben des Songs Tokyo (2022) jedoch, fortan primär auf Deutsch zu veröffentlichen.

## Diskographie
Alben
- If I Had a Mood Ring It Would Be Black Fuck You Mom It’s Not a Phase (EP, 2019, 1621769 Records DK / Distrokid)
- Krach (2022, Phat Penguin Records)
- Müde (2023, Phat Penguin Records)
- Es kann sein dass alles endet (2024, Phat Penguin Records)

Singles
- I Love She (2020, 1621769 Records DK / Distrokid)
- Marmelade und Himbeereis (2023, Phat Penguin Records)
- WOLKE (2025, Phat Penguin Records)
- HEY  (2025, Phat Penguin Records)